# Emilio Venturini
Emilio Venturini (1878 – 1952) è stato un tenore italiano noto per la sua interpretazione di ruoli di caratteristi.

## Biografia
Debuttò nel mondo dell'opera nel 1900 in Italia, dove rimase per diversi anni. Nel 1901 cantò il ruolo di Brighella ne Le maschere di Mascagni al Teatro Regio di Torino. Debuttò al Teatro alla Scala nel 1903 nel ruolo di Froh in Das Rheingold di Wagner e cantò alla prima di Siberia di Umberto Giordano. Nel 1904, interpretò il ruolo del principe Yamadori in Madama Butterfly di Puccini alla Scala.  Nel 1905, entrò nella compagnia dell'Opéra National de Paris. Nel 1907 si trasferì a Londra per cantare alla Royal Opera al Covent Garden. Nel 1910, divenne membro della Chicago Opera Association, dove cantò fino all'estate del 1917. Mentre era a Chicago cantò, per lo più, parti di caratterista, ma anche alcuni ruoli importanti come Turiddu in Cavalleria rusticana, Edgardo in Lucia di Lammermoor e Pinkerton in Madama Butterfly. Nel 1911 cantò i ruoli di Cassio in Otello di Verdi e Spoletta inTosca di Puccini alla Metropolitan Opera di New York. Tornò anche in Italia, per brevi periodi, nel 1910, 1911 e 1916 per cantare al Teatro Massimo di Palermo. Nel 1921, entrò nella compagnia di canto della Scala e cantò in quel teatro fino al 1948.  Creò il ruolo de Il Tempiere nel Nerone di Boito nel 1924 e quello di Pang in Turandot di Puccini nel 1926. Fu il primo a registrare il ruolo di Nereo nel  Mefistofele di Boito nel 1931 la Teatro alla Scala. 

## Ruoli creati
- 1903: Ivan in Siberia (Giordano)
- 1904: Principe Yamadori in Madama Butterfly (Puccini)
- 1925: Rutger in I cavalieri di Ekebù (Zandonai)
- 1926: Pang in Turandot (Puccini)